# Rauchwart
Rauchwart ist eine Gemeinde mit 475 Einwohnern (Stand 1. Jänner 2024) im Burgenland im Bezirk Güssing in Österreich.
Der ungarische Ortsname der Gemeinde ist Rábort und der kroatische Mala Borta.

## Geografie
Die Gemeinde liegt im Südburgenland. Einzige Ortschaft der Gemeinde ist Rauchwart im Burgenland.

### Ortsteile
Ortsteile sind Freyhaus, Marx’sche Häuser, Ranzelberg und Rauchwarter Berghäuser.

### Nachbargemeinden
| Stegersbach | Olbendorf                                   | Neuberg       |
| Bocksdorf   | Kompassrose, die auf Nachbargemeinden zeigt |               |
| Heugraben   |                                             | Sankt Michael |

## Geschichte
Der Ort gehörte wie das gesamte Burgenland bis 1920/21 zu Ungarn (Deutsch-Westungarn). Seit 1898 musste aufgrund der Magyarisierungspolitik der Regierung in Budapest der ungarische Ortsname Rábort verwendet werden.
Nach Ende des Ersten Weltkriegs wurde nach zähen Verhandlungen Deutsch-Westungarn in den Verträgen von St. Germain und Trianon 1919 Österreich zugesprochen. Der Ort gehört seit 1921 zum neu gegründeten Bundesland Burgenland (siehe auch Geschichte des Burgenlandes).

## Kultur und Sehenswürdigkeiten

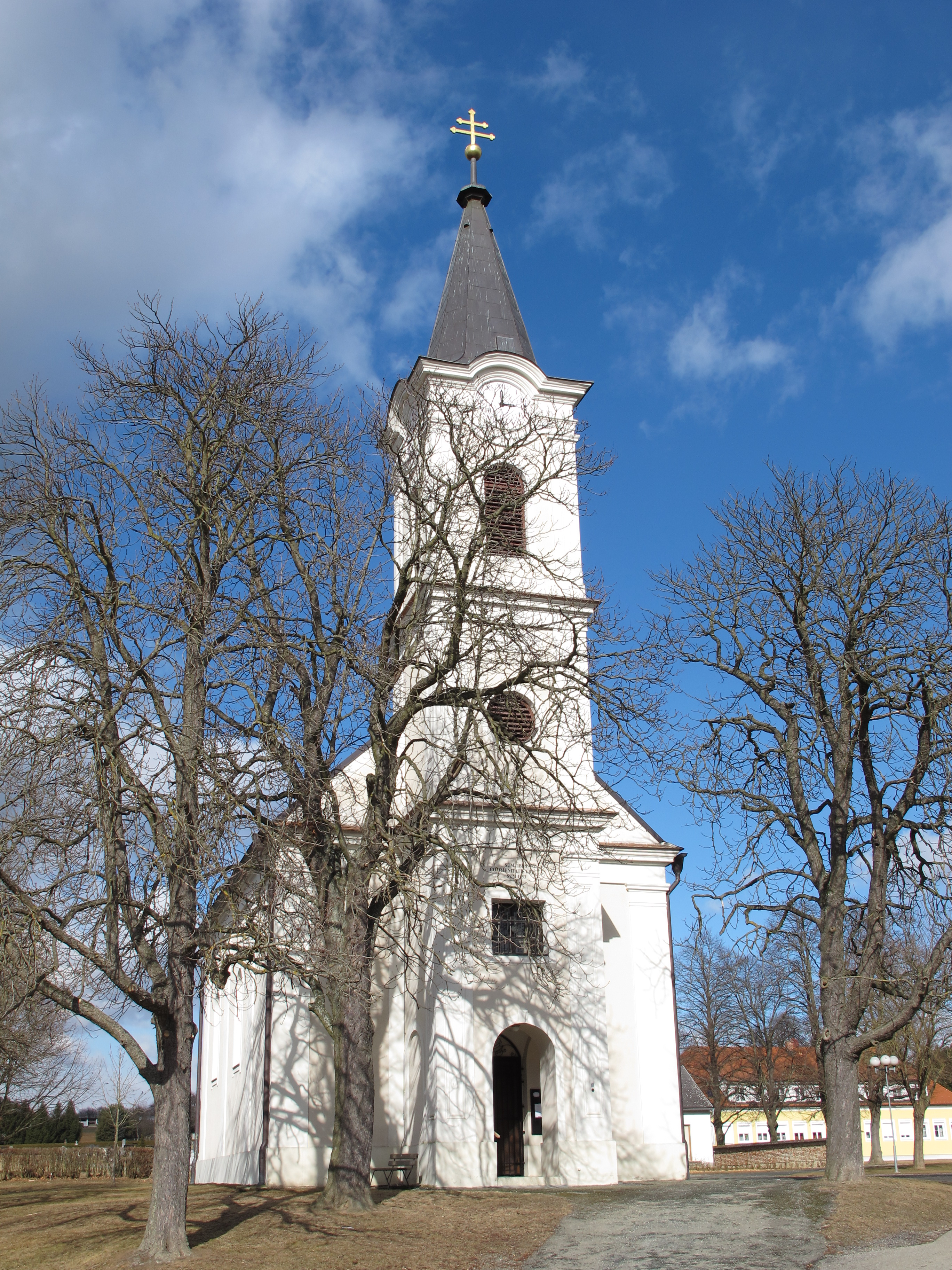
Filialkirche Rauchwart

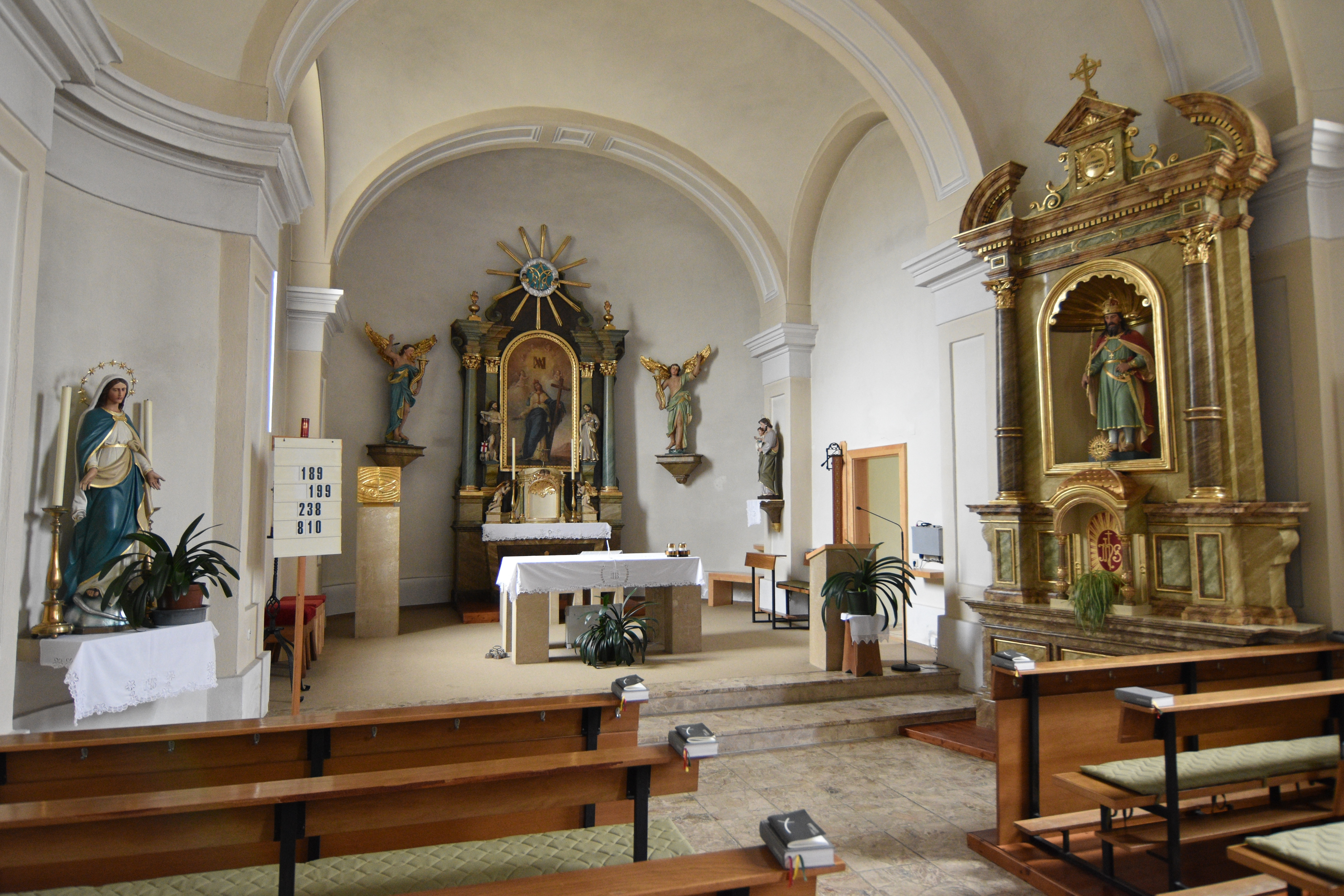
Der Altarraum der Kirche

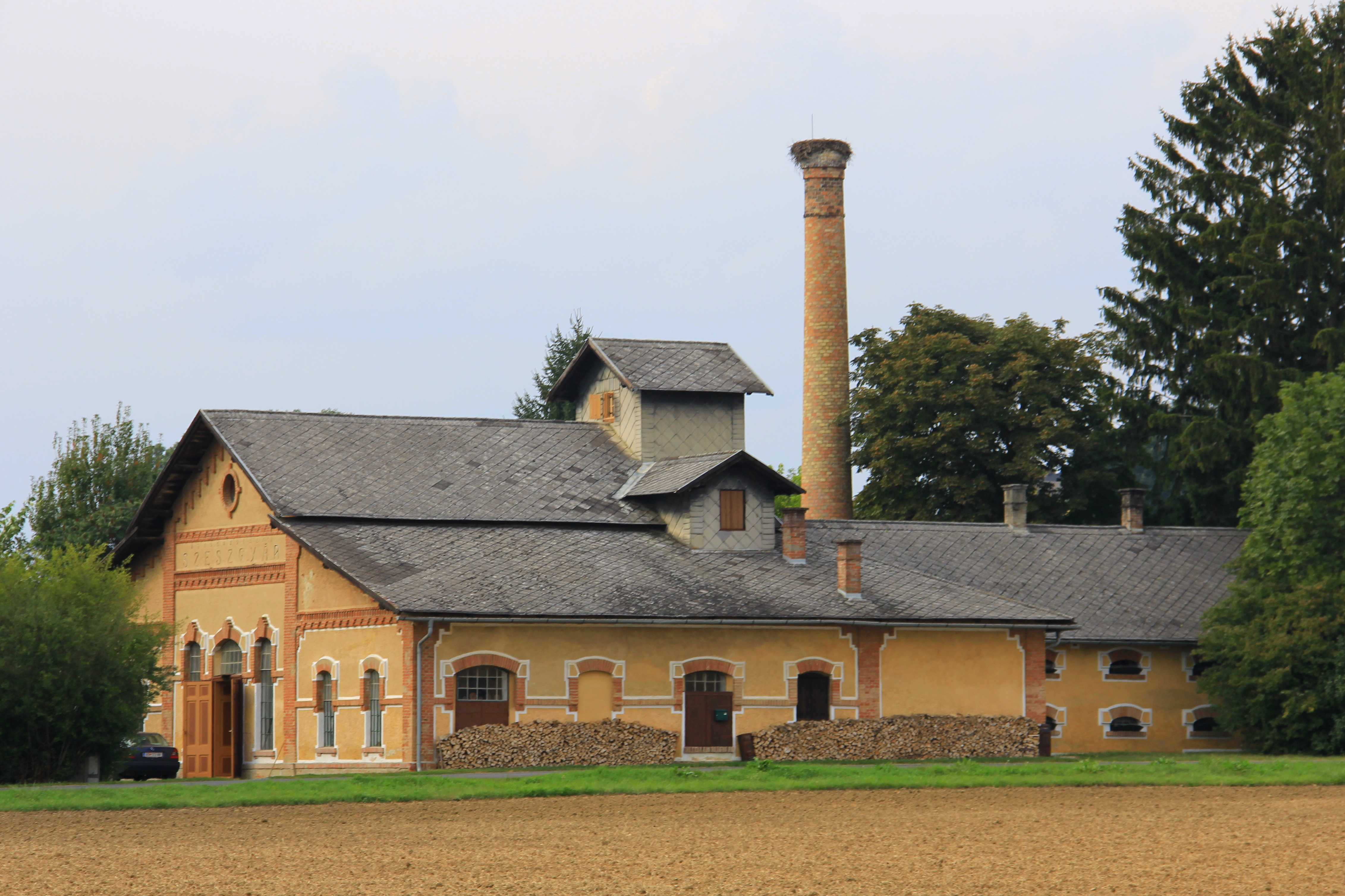
Ehem. Spiritusfabrik, Galerie Hubert Winter

### Sport
- EC Rauchwarter Ice Riders: Rauchwart ist die Heimat des 2007 gegründeten Eishockeyvereins EC Rauchwarter Ice Riders, dem zu diesem Zeitpunkt einzigen Eishockeyverein im Südburgenland.
- Marathon: Seit dem Jahr 2014 findet einmal jährlich der Rauchwart-Marathon statt. Organisiert wird der Volkslauf vom Club Supermarathon Austria, unter Obmann Jürgen Penthor. Die Veranstaltung erfreut sich wachsender Teilnehmerzahlen in unterschiedlichen Wettbewerben – Marathon, Halbmarathon und Achtelmarathon – mit rund 250 Sportlern.[2]
- Motorsport: Das Superbike-Team, das Racing Team Frey, hat in Rauchwart seinen Hauptsitz. Die Langstreckenspezialisten konnten bereits bei einigen internationalen Bewerben ganz vorne mitfahren. Der national größte Erfolg ist der 3. Gesamtrang der österreichischen Langstreckenmeisterschaft.

## Politik

### Gemeinderat
Der Gemeinderat umfasst aufgrund der Anzahl der Wahlberechtigten insgesamt 11 Mitglieder.
| Partei          | 2022             | 2022             | 2022             | 2017             | 2017             | 2017             | 2012             | 2012             | 2012             | 2007             | 2007             | 2007             | 2002             | 2002             | 2002             | 1997             | 1997             | 1997             |
| Partei          | Sti.             | %                | M.               | Sti.             | %                | M.               | Sti.             | %                | M.               | Sti.             | %                | M.               | Sti.             | %                | M.               | Sti.             | %                | M.               |
| --------------- | ---------------- | ---------------- | ---------------- | ---------------- | ---------------- | ---------------- | ---------------- | ---------------- | ---------------- | ---------------- | ---------------- | ---------------- | ---------------- | ---------------- | ---------------- | ---------------- | ---------------- | ---------------- |
| SPÖ             | 234              | 52.47            | 7                | 264              | 62,41            | 7                | 235              | 57,32            | 7                | 292              | 74,68            | 8                | 266              | 66,50            | 7                | 238              | 64,50            | 8                |
| WIR             | 212              | 47.53            | 6                | nicht kandidiert | nicht kandidiert | nicht kandidiert | nicht kandidiert | nicht kandidiert | nicht kandidiert | nicht kandidiert | nicht kandidiert | nicht kandidiert | nicht kandidiert | nicht kandidiert | nicht kandidiert | nicht kandidiert | nicht kandidiert | nicht kandidiert |
| FPÖ             | nicht kandidiert | nicht kandidiert | nicht kandidiert | 91               | 21,51            | 2                | 55               | 13,41            | 1                | nicht kandidiert | nicht kandidiert | nicht kandidiert | 34               | 8,50             | 1                | 47               | 12,74            | 1                |
| ÖVP             | nicht kandidiert | nicht kandidiert | nicht kandidiert | 68               | 16,08            | 2                | 120              | 29,27            | 3                | 99               | 25,32            | 3                | 100              | 25,00            | 3                | nicht kandidiert | nicht kandidiert | nicht kandidiert |
| Liste Rauchwart | nicht kandidiert | nicht kandidiert | nicht kandidiert | nicht kandidiert | nicht kandidiert | nicht kandidiert | nicht kandidiert | nicht kandidiert | nicht kandidiert | nicht kandidiert | nicht kandidiert | nicht kandidiert | nicht kandidiert | nicht kandidiert | nicht kandidiert | 84               | 22,76            | 2                |
| Wahlberechtigte | 508              | 508              | 508              | 495              | 495              | 495              | 469              | 469              | 469              | 475              | 475              | 475              | 443              | 443              | 443              | 395              | 395              | 395              |
| Wahlbeteiligung | 92,13 %          | 92,13 %          | 92,13 %          | 89,09 %          | 89,09 %          | 89,09 %          | 92,54 %          | 92,54 %          | 92,54 %          | 84,84 %          | 84,84 %          | 84,84 %          | 92,10 %          | 92,10 %          | 92,10 %          | 96,20 %          | 96,20 %          | 96,20 %          |

### Bürgermeister
Bürgermeisterin ist Michaela Raber (SPÖ).
Der seit 28. März 1993 im Amt befindliche Bürgermeister Willibald Höchtl (SPÖ) verstarb am 17. April 2011 im Alter von 64 Jahren. Höchtl hatte bei der Wahl 2007 93,88 % Zustimmung erreicht. Die Führung der Gemeinde wurde interimistisch an den Vizebürgermeister Karl Bauer (SPÖ) übertragen. Bei der notwendigen Neuwahl des Bürgermeisters am 11. September 2011 konnte sich Michaela Raber (SPÖ) mit 249 Stimmen (61,33 %) gegen Adolf Bauer (ÖVP) mit 157 Stimmen (38,67 %) durchsetzen. Damit wurde Raber zur ersten Bürgermeisterin im gesamten Südburgenland gewählt.
Bei der Bürgermeisterdirektwahl am 7. Oktober 2012 konnte Raber die Zustimmung auf 78,81 % steigern. Mitbewerber war diesmal Franz Grohotolszky (ÖVP, 21,19 %). Bei der Wahl am 1. Oktober 2017 konnte Raber ihren Stimmenanteil nochmals steigern. Sie wurde von 79,71 % der Wähler in ihrem Amt bestätigt und übertraf damit das Ergebnis ihrer SPÖ um 17,30 %-Punkte. Mitbewerber war diesmal Rene Graf (FPÖ), der mit lediglich 20,29 % sein persönliches Wahlziel, „die absolute Mehrheit der SPÖ in Rauchwart zu brechen“, klar verfehlte.
Zum Vizebürgermeister wurde in der konstituierenden Sitzung des Gemeinderats Rudolf Ploy (SPÖ) gewählt.